# Casearia nigrescens
Casearia nigrescens là một loài thực vật có hoa trong họ Liễu. Loài này được Tul. mô tả khoa học đầu tiên năm 1868.